# Атешга (Альборз)
Атешга (перс. آتشگاه‎) — село на севере Ирана, в остане Альборз. Входит в состав шахрестана Кередж. Является частью дехестана (сельского округа) Кемальабад бахша Меркези.

## География
Село находится в юго-восточной части Альборза, в горной местности южного Эльбурса, на расстоянии приблизительно 3 километров к северу от Кереджа, административного центра провинции. Абсолютная высота — 1788 метров над уровнем моря.

## Население
По данным переписи 2006 года население села составляло 520 человек (280 мужчин и 240 женщина). В Атешге насчитывалось 137 семей. Уровень грамотности населения составлял 74,42 %. Уровень грамотности среди мужчин составлял 75,36 %, среди женщин — 73,33 %.